# باشگاه فوتبال اتلتیکو اسپانیول
اتلتیکو اسپانیول یک باشگاه فوتبال بود که بین سال‌های ۱۹۷۱ تا ۱۹۸۲ در لیگ برتر مکزیک بازی می‌کرد.

## تاریخچه
اتلتیکو اسپانیا در ۱۹ سپتامبر ۱۹۷۱، زمانی که گروهی از کارآفرینان/تجار اسپانیایی تصمیم گرفتند امتیاز شرکتی را که در آن زمان به نام نیکاکسا شناخته می‌شد بخرند و نام خود را به اتلتیکو اسپانیول تغییر دهند. دلیل تغییر نام به دلیل ملیت و ایدئولوژی آنها در دنیای تجارت بود. این باشگاه مارک از تیم منحل شده رئال کلوب اسپانیا با نام و کیت مشابه با سلف الگوبرداری شد. تیم بلافاصله نام مستعار توروس را به دست آورد زیرا در نشان آنها یک گاو نر در کنار توپ فوتبال و حروف اول AE وجود داشت.
اسپانیول خود را به عنوان تیمی جنگنده معرفی می‌کرد، اما شروع آنها ایده‌آل نبود، زیرا در فصل ۷۲–۱۹۷۱ آنها یک امتیاز تا سقوط به دسته ۲ فاصله داشتند. سایر تیم‌هایی که در آن فصل برای اجتناب از سقوط می‌جنگیدند، باشگاه فوتبال تورئون، ایراپواتو و وراکروز بودند. در نهایت ایراپواتو تیمی بود که به دسته پایین‌تر سقوط می‌کرد. برای فصل ۷۳–۱۹۷۲، اتلتیکو اسپانیول به نیمه نهایی مقابل لئون رسید که در بازی سوم در ضربات پنالتی با نتیجه ۵–۴ شکست خورد.
در فصل ۷۴–۱۹۷۳ آنها به فینال مقابل تیم قدرتمند کروز آزول رسیدند. آنها دو بازی انجام دادند که در آن اتلتیکو اسپانیا در بازی اول ۲–۱ پیروز شد اما در بازی دوم ۳–۰ شکست خورد و نایب قهرمان لیگ شد.
در سال ۱۹۷۵ اتلتیکو اسپانیول اولین و تنها عنوان بین‌المللی خود را در جام قهرمانان کونکاکاف ۱۹۷۵ به دست آورد، آنها در فینال مقابل ترانسوال سورینام بازی کردند و آنها را در مجموع ۵–۱ شکست دادند.
در سال ۱۹۷۶ آنها در رقابت‌های کوپا اینترامریکانا در برابر باشگاه ایندپندینته آرژانتین بازی کردند. هر دو بازی در بوئنوس آیرس برگزار شد و پس از تساوی ۲–۲ در مجموع، اتلتیکو اسپانیول در ضربات پنالتی، ۴–۲ مغلوب شد.
فصل ۸۱–۱۹۸۰ اتلتیکو اسپانیول بار دیگر وارد لیگ لیگوئیلا شد و در گروه A با رهبری کروز آزول در رده چهارم قرار گرفت و در فینال مقابل اونام شکست خورد. برای فصل ۸۲–۱۹۸۱، آنها در رقابت نهایی لیگوئیلا خود به مرحله یک چهارم نهایی در برابر باشگاه فوتبال آتلانتی در مجموع ۵–۳ شکست خوردند.
پس از ۱۱ سال حضور اتلتیکو اسپانیول، مالکان باشگاه به‌طور غیرمنتظره امتیازی را که توسط شبکه تلویزیونی مکزیکی تله‌ویسا خریداری شد، فروختند. در ۲۱ ژوئیه ۱۹۸۲، نام و رنگ‌ها به نبکاکسا بازگشت، به امید احیای سنتی که تیم در مکزیکوسیتی به جا گذاشته بود.